# سلحين
 سلحين: قصر ملكي قديم، أنشي في مدينة مأرب على يد المكرب كربئيل وتر خلال القرن السابع قبل الميلاد. أصبح القصر فيما بعد المقر الرسمي لحكام مملكة سبأ، ورمزاً للشرعية والقوة، وظل باقياً إلى أيام غزو الأحباش لمدينة مأرب حوالي العام 530م، فيكون بذلك قد عاش نحو (1200) سنة.
يذكر المكرب الشهير كربئيل وتر في الوجه الثاني من النقش العائد لإنجازاته - الجزء الخاص بالعمران - أنه أتم بناء الطابق الأعلى من قصره سلحين ابتداء من الأعمدة والطابق الأسفل إلى أعلى القصر، مما يوحي أن المبنى بني على مراحل من عهد كربئيل وتر، وتم إحكامه والإنتهاء منه في أواخر عهده حوالي العام 650 ق م، ويرجح بعض الباحثين أن النقش كتب حوالي العام 630 ق م. وقد لعب القصر دورا خاصا كرمز للخلافة والحكم الشرعي للملوك اللاحقين الذين حكموا بعد السلالة التقليدية في مأرب في نهاية القرن الأول قبل الميلاد،في العصور اللاحقة كان القصر عبارة عن مجمع من المباني الملكية والإدارية، ربما كان يضم أيضًا دار سك العملة الملكية. آخر مرة تم ذكر القصر في نقش سبئي في سنة 460 م، وهو نقش يعود إلى عهد الملك شرحبيل يعفر، على الرغم من وجوده في سياق مجزأ يجعل من الصعب تحديد ما إذا كان المبنى لا يزال مشغولاً أم أنه تم ذكره ببساطة في النص لأهميته الرمزية والتاريخية.
تم تدمير قصر سلحين أثناء الغزو الحبشي فيما بين 525م -530م، ووفقًا لنقش من مأرب مكتوب بالجعزية أفاد الملك الإكسومي كالب أصبحة أنه أحرق "قصر سبأ" (النقش: DJE 1). وهو ما أكدته الذاكرة العربية، حيث روى محمد بن إسحاق عَنْ عبد الله بن أبي بكر الأنصاري رواية مفادها أن الأحباش خربوا قصر سلحين وبنيون خلال غزو جنوب الجزيرة العربية، وروى قصيدة يقول فيها الشاعر الحميري: «هونك لن يرد الدمع ما فاتا، لا تهلكن أسفاً في اثر من ماتا. أبعد بينون لا عين ولا أثر، وبعد سلحين يبني الناس أبياتا!».
حتى الآن لم يكشف عن بقايا القصر، إلا أن نقش كربئيل وتر يوحي بأن القصر كان على تلة مرتفعة بجانب واحة يسران، وبذلك قد يكون القصر كان بالقرب من معبد أوام الشهير. وفي مزاعم أبو عمرو بن العلاء أن سلحين بني في سبعين عاماً، وفي زمان أبو عمرو لم يعد يُرى أثراً ولا عين لهذا القصر.